# Discoglossus galganoi
Discoglossus galganoi — вид из рода дискоязычных лягушек. Он встречается в Португалии и Испании, где встречается в лесах умеренного климата, кустарниковых зарослях умеренного климата, средиземноморской кустарниковой растительности, реках, пересыхающих реках, болотах, пересыхающих пресноводных болотах, на песчаных берегах, пахотных землях и лугах. Вид находится под угрозой исчезновения из-за потери среды обитания.

## Внешний вид и строение
У этой небольшой амфибии широкая голова и крепкое тело. На спине обычно имеются продольные ряды бородавок, но они есть не у всех особей. Зрачки напоминают «перевёрнутую каплю». Известно три варианта окраски: однотонный серо-коричневый, с узором из крупных тёмных пятен со светлой каймой, а также с темной спиной и двумя светлыми боковыми полосами на тёмном фоне.

## Распространение и среда обитания
Discoglossus galganoi эндемик Испании и Португалии. Она встречается на высоте до 1940 м над уровнем моря. Её типичные места обитания включают открытые пространства, луга, заросли, лесные опушки, болота и овраги, обычно в воде или вблизи неё.

## Биология
Период размножения обычно длится с октября по декабрь. Самки спариваются несколько раз и могут откладывать до 5000 икринок в нескольких кладках за сезон. Икра откладывается в воду поодиночке или небольшими группами, на дно или прикрепляется к растениям. Личинки вылупляются через 2-6 дней в зависимости от температуры. Головастики проходят метаморфоз через 22-60 дней развития, и мальки, покидающие воду, достигают длины около 1 см.

## Охранный статус
Discoglossus galganoi относится к видам, вызывающим наименьшее беспокойство МСОП. Она распространена на большей части своего ареала, и численность особей, возможно, медленно сокращается, однако темпы сокращения численности недостаточны для отнесения её к более уязвимой категории.